# Mohammed Harbi
Mohammed Harbi (* 1933 in El Harrouch) ist ein franko-algerischer Historiker.
In seiner Jugend wurde Harbi Mitglied der Befreiungsbewegung FLN. Nach dem Algerienkrieg war er für die Regierung von Ahmed Ben Bella tätig. Nach dessen Sturz wurde er verhaftet, konnte später aber über Tunesien nach Frankreich ausreisen, wo er an der Universität Paris VIII lehrte.
Er wirkte im Russell-Tribunal zu Palästina mit.

## Schriften
- mit Gilbert Meynier, Le FLN : Documents et histoire, 1954–1962, Fayard, 2004.
- mit Benjamin Stora, La Guerre d’Algérie, 2004.
- Une vie debout : mémoires, 2001.
- L’Algérie et son destin. Croyants ou citoyens, 1993.
- L’Islamisme dans tous ses états (Hrsg.), 1991.
- 1954: la guerre commence en Algérie, Éditions Complexe, collection « La Mémoire du peuple », Nr. 36, Bruxelles 1984.
- Le FLN, mirage et réalité des origines à la prise du pouvoir (1945–1962), Éditions Jeune Afrique, 1980.
- Les Archives de la révolution algérienne, 1981.
- Aux origines du FLN. Le populisme révolutionnaire en Algérie, 1975.
- mit Sylvain Pattieu, Les Camarades des frères: trotskistes et libertaires dans la guerre d’Algérie, Syllepse, 2002.